# Électret
 (novembre 2011).
Un électret est un matériau diélectrique présentant un état de polarisation électrique quasi permanent. Dans un certain sens, c'est l'équivalent en électrostatique d'un aimant permanent.
Le terme électret, mot-valise formé à partir de l'anglais « electricity » et « magnet », a été proposé par Oliver Heaviside, qui a étudié théoriquement les propriétés d'un tel matériau en 1885, tandis que le premier électret artificiel a été préparé par Mototaro Eguchi en 1919.

## Propriétés
En simplifiant les choses, on peut comparer un électret à un condensateur possédant une charge électrique quasi permanente. Toutefois, à la différence d'un condensateur classique dont la polarisation induite est transitoire et reste dépendante du champ électrique appliqué, un électret peut conserver sa polarisation pendant une période de temps très importante, liée à sa permittivité diélectrique et à sa résistivité électrique.
Deux types d'électrets doivent être distingués :
- le premier type regroupe tous les électrets dont la polarisation résulte de l'existence d'une charge électrique d'espace ;
- le second type renvoie aux matériaux ferroélectriques qui acquièrent une polarisation rémanente liée à l'existence d'un hystérésis.

## Préparation
Dans la nature, un certain nombre de matériaux comme le quartz, la silice ou le sel de Seignette peuvent se comporter comme des électrets. Toutefois, les électrets sont généralement préparés en faisant fondre des matériaux diélectriques, puis en les laissant se refroidir en présence d'un fort champ électrique, ce qui aligne les dipôles dans le matériau (pour les électrets ferroélectriques) ou bien répartit les charges électriques (pour les électrets à charge d'espace). Lorsque le matériau se refroidit et se solidifie, les dipôles conservent l'alignement qui leur a été imposé, ou la répartition de charge d'espace. 
Le premier électret de synthèse préparé par Eguchi consistait en un mélange de :
- 45 % de cire de carnauba ;
- 45 % de résine de colophane ;
- 10 % de cire d'abeille.

Le mélange est obtenu en chauffant les trois constituants à plus de 130 °C, puis en le refroidissant en présence d'un champ électrique de plusieurs milliers de volts par centimètre.
Les électrets à usage industriel sont le plus souvent réalisés à partir de polymères synthétiques comme le polypropylène, le polytéréphtalate d'éthylène ou encore les fluoropolymères comme le Téflon.

## Applications
Bien que connus depuis le début du XXe siècle, les électrets ne sont utilisés que depuis les années 1960, notamment en tant qu'élément transducteur de certains microphones, en tant que capteur de composition chimique d'un gaz, comme filtre à particules électrostatique, ou encore pour la détection de rayonnement ionisant.
Des tentatives ont été faites pour utiliser des électrets comme récupérateur d'énergie. Pour l'instant cet usage reste du domaine du laboratoire et n'a pas fait l'objet d'applications industrielles.